# Convolvulus krauseanus
Convolvulus krauseanus är en vindeväxtart som beskrevs av Eduard August von Regel och Schmalh.. Convolvulus krauseanus ingår i släktet vindor, och familjen vindeväxter. Inga underarter finns listade i Catalogue of Life.